# Gentelles Communal Cemetery
Gentelles Communal Cemetery is een begraafplaats gelegen in de Franse plaats Gentelles (Somme). De militaire graven worden onderhouden door de Commonwealth War Graves Commission.
De begraafplaats telt 21 geïdentificeerde Gemenebest graven uit de Eerste Wereldoorlog.